# Oreopanax glabrifolius
Oreopanax glabrifolius är en araliaväxtart som beskrevs av José Cuatrecasas. Oreopanax glabrifolius ingår i släktet Oreopanax och familjen Araliaceae. Inga underarter finns listade.